# Эрлебах, Филипп Генрих
Филипп Генрих Эрлебах (нем. Philipp Heinrich Erlebach; крещён 25 июля 1657 — 17 апреля 1714) — немецкий барочный композитор, придворный капельмейстер княжества Шварцбург-Рудольштадт, автор более 1000 произведений, большинство из которых были утрачены из-за пожара в 1735 году.

## Биография
Сын придворного музыканта при дворе графа Восточной Фрисландии Ульриха II. В раннем возрасте получил музыкальную подготовку.
В 1681 году был назначен на должность придворного капельмейстера княжества Шварцбург-Рудольштадт, которую он занимал в течение 33 лет, до своей смерти. Эту должность Эрлебах получил, изучив предварительно стиль Ж.-Б. Люлли в Париже. При нём Рудольштадт превратился в один из главных музыкальных центров Тюрингии.
Эрлебах называл себя композитором вокальной и инструментальной музыки.
«Люллист». На рубеже XVII—XVIII веков усвоил элементы французского стиля, сочинял инструментальные сюиты, в которых непременно присутствовала увертюра.
Автор более 1000 музыкальных композиций, светских, духовных, вокальных и инструментальных, в том числе, оркестровой и камерной музыки, опер, кантат (в общей сложности более 400), месс, ораторий и др.
В 1693 году были изданы его 5-голосные увертюры (оркестровые сюиты), а также сюиты для скрипки, виолы да гамба и continuo (1694) и арии с инструментальным сопровождением. В его трио-сонатах (сохранились 6) и оркестровых сюитах особенности, характерные для немецкой инструментальной музыки, сочетаются с элементами французского и итальянского стилей. Судя по тому, что известно об оперном творчестве композитора (сохранились только либретто его опер и несколько разрозненных арий), он предпочитал сюжеты из немецкой истории, которые воплощал в простых, незатейливых формах. Сочинил множество разнообразных в жанровом отношении композиций для церкви; интересны его хоровые псалмы, изобилующие темповыми и динамическими контрастами. В его кантатах (сам Эрлебах называл их «ораториальными кантатами») преобладает новый, экспрессивный стиль вокального письма.
После его смерти двор выкупил все его музыкальные рукописи и сочинения у вдовы — показатель того, насколько ценилось его творчество. К сожалению, многие его работы были уничтожены огнём в 1735 году.